# Phortica cardua
Phortica cardua är en tvåvingeart som först beskrevs av Toyohi Okada 1977.  Phortica cardua ingår i släktet Phortica och familjen daggflugor.
Artens utbredningsområde är Taiwan. Inga underarter finns listade i Catalogue of Life.